# Ermita de San Cristóbal (Jabaloyas)
La ermita de San Cristóbal se halla en el municipio de Jabaloyas, provincia de Teruel (Comunidad Autónoma de Aragón, España).
Edificio de construcción tradicional (vernacular), se alza en la cima del monte Javalón (1.695 metros de altitud), en el borde nororiental del cerro.

## Historia
Existe escasa documentación histórica de esta ermita, aunque ya la nombra Madoz a mediados del siglo XIX (1847), diciendo que en el término de Jabaloyas hay dos ermitas «dedicadas á Ntra. Sra. de los Dolores y S. Cristóbal».-
Según otros autores, «debió construirse poco tiempo después de haber desaparecido el castillo de Javalón», desconociendo -sin embargo- cuándo fue destruida la fortificación. En todo caso, «La austeridad de su fábrica, sin pretensiones arquitectónicas ni artísticas -más allá de la espadaña, añadida en la última restauración (2009)- hace pensar que fue levantada a instancias de la devoción popular por artesanos locales».

## Ubicación y descripción
El edificio se halla en el extremo de la explanada del cerro Javalón, en posición nororiental. Aspas Rodríguez (2014) la ubica a modo de atalaya en el contexto de los Montes Universales, «desde donde se disfruta de una panorámica impresionante», «Jabaloyas queda enroscado a los pies del Javalón», cual si fuese un poblado en miniatura.
El edificio posee planta rectangular, está orientado de este (cabecera) a oeste (pies), basada su fábrica en muros de mampostería ordinaria con rústicos sillares en las esquinas, y en la entrada, con cubierta de teja árabe (en disposición de canal y cobija), vertiendo a cuatro aguas. Con el acceso a los pies, posee una espadaña sobre la entrada, torrecilla sin campana que impresiona por su magnitud -tal vez desproporcionada en el conjunto de la edificación-:

«El interior de la Ermita de San Cristóbal en Jabaloyas es muy sencillo, posee un poyo corrido a ambas manos (evangelio y epístola) con el presbiterio al fondo, un escalón por encima del piso embaldosado del templo (antes era de tierra apisonada), altar adosado y hornacina en triángulo con repisa. Lo más notable es la estructura de la techumbre, basada en el sistema habitual de las coberturas mudéjares a cuatro vertientes, con armadura parhilera, tabicas y lima-bordón en la unión de los faldones de cabecera y pies con los laterales, y tirantes con pendolón (estando los estribos embutidos en la obra, caso de tenerlos)».
Jabaloyas, pueblo de Teruel, Alfredo Sánchez Garzón

El conjunto de la edificación responde al tipo de iglesias de conquista y tradición antigua en la Sierra de Albarracín, descritas como «de una nabada labrada a lo antiguo, con bóveda de madera» previas al siglo XVII, cuando aún no habían sido renovadas, y la armadura de su techumbre era todavía de madera vista, quizá con decoración de la tradición mudéjar.

## Culto y tradición
Desde tiempo inmemorial existe entre los lugareños la tradición de subir anualmente al cerro Javalón, para la onomástica del santo patrón de Jabaloyas. La romería tiene lugar el 10 de julio, antiguamente se subía por un camino abierto en la vertiente nororiental del cerro, andando o a lomos de caballerías con las monturas vistosamente engalanadas; había incluso quien subía descalzo, como ofrenda al santo por alguna petición o favor recibido. Hoy se sube con vehículos, utilizando la pista de Alobras que circunda el cerro por la base oriental, ascendiendo después por la ladera meridional (suroccidental).
La celebración en el cerro Javalón incluye misa y procesión por la explanada con la imagen del santo, y una comida de hermandad. A finales de los años noventa del pasado siglo XX (1998), un asistente describe la fiesta:

«En la ermita han comenzado a celebrar la eucaristía. El celebrante viste casulla de fiesta y a la hora de la paz todo el mundo se la desea, estrechándose la mano con alegría... Al concluir la celebración salen los romeros, con la imagen del santo a cuestas, dando una vuelta por la plazuela, a modo de procesión. El sacerdote sigue al santo, que llevan en andas los mozos, los fieles van detrás. Al acabar, el cura bendice los manjares –carne, apetitosos panes...-, en tanto los peregrinos se aprestan en filas a recoger las bandejas con chuletas de cordero. Una charanga ameniza el ágape, el ambiente sabe a carne asada...».
A Jabaloyas por san Cristóbal, Alfredo Sánchez Garzón

Terminada la comida los asistentes bajan al pueblo, llevando consigo la imagen del santo, que estará en la parroquial hasta el año siguiente. La romería de san Cristóbal forma parte de la rica tradición jabaloyense; sin embargo, de la antigua organización de la fiesta -y sus componentes: cargos, mayoral, mozos del santo...- apenas queda el recuerdo.